# Christian Kern

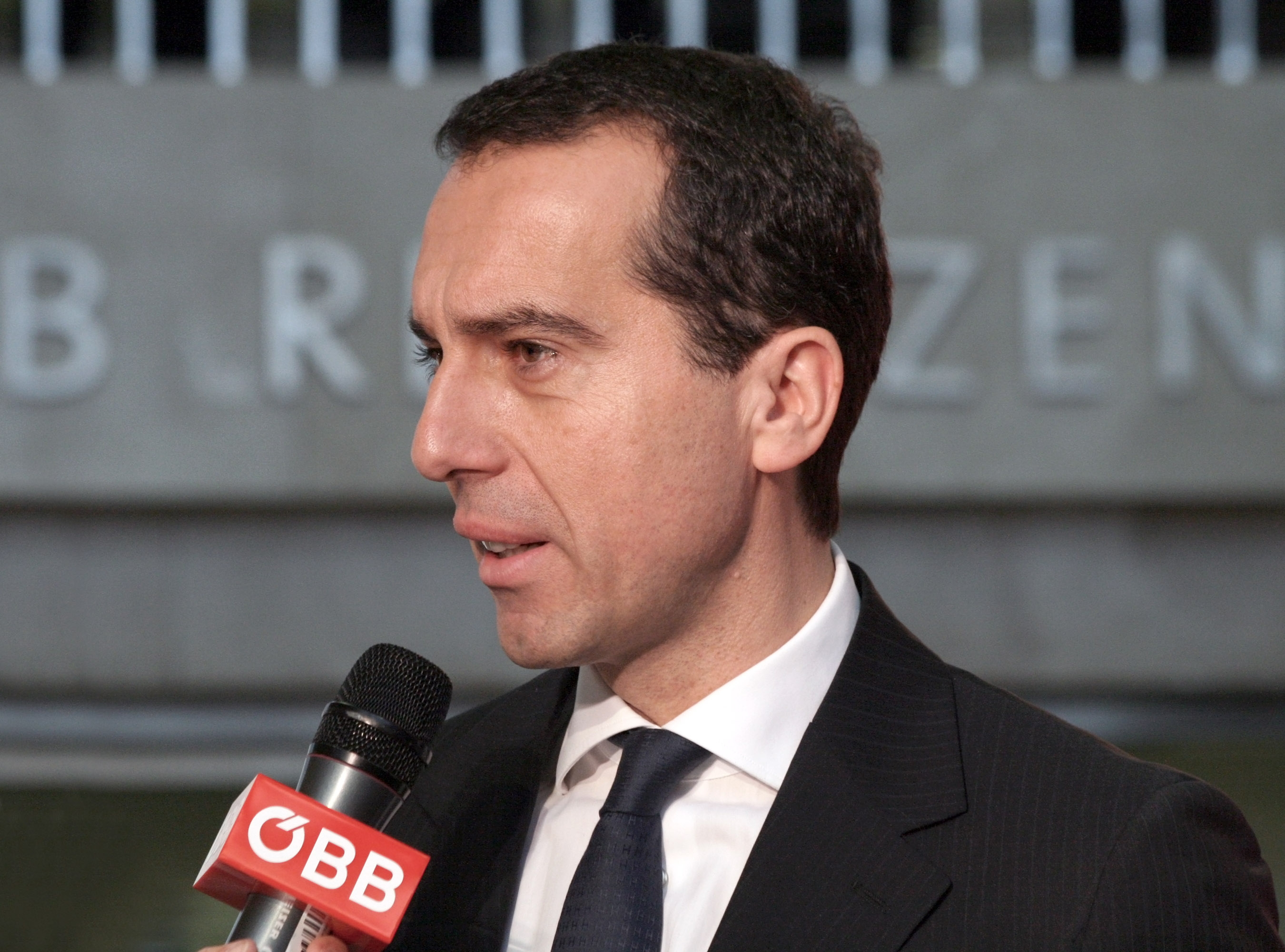
Christian Kern podczas otwarcia Wien Westbahnhof (2011)

Christian Kern (ur. 4 stycznia 1966 w Wiedniu) – austriacki menedżer i polityk, w latach 2010–2016 dyrektor generalny austriackich kolei Österreichische Bundesbahnen (ÖBB), przewodniczący Socjaldemokratycznej Partii Austrii (2016–2018), od 17 maja 2016  do 18 grudnia 2017 kanclerz Austrii.

## Życiorys

### Młodość i wykształcenie
Urodził się w rodzinie sekretarki i montera instalacji elektrycznych. Wychowywał się w wiedeńskiej dzielnicy Simmering. Maturę zdał w szkole średniej w tej dzielnicy. W 1997 ukończył studia z zakresu dziennikarstwa i komunikacji na Uniwersytecie Wiedeńskim. Odbył również studia podyplomowe z zakresu zarządzania na Universität St. Gallen. Podczas studiów wstąpił do stowarzyszenia socjalistycznych studentów Austrii (VSStÖ), organizacji powiązanej z socjaldemokratami. Był redaktorem naczelnym wydawanego przez ten związek czasopisma.

### Działalność zawodowa
Od 1989 pracował jako dziennikarz ekonomiczny, publikując m.in. w „Option”. W 1991 został asystentem Petera Kostelki, sekretarza stanu w urzędzie kanclerza. Gdy Peter Kostelka objął funkcję przewodniczącego frakcji SPÖ w Radzie Narodowej, Christian Kern został rzecznikiem prasowym klubu poselskiego socjaldemokratów.
W 1997 został zatrudniony w koncernie Verbund AG, największym dostawcy energii elektrycznej w Austrii. Początkowo był asystentem zarządu. Od 1999 pełnił funkcję dyrektora działu marketingu strategicznego i zarządzania sprzedażą. Od 2000 do 2002 był dyrektorem generalnym jednej ze spółek koncernu. W latach 2002–2007 wchodził w skład zarządu Verbund Trading GmbH, zajmując również stanowisko prokurenta w Verbund AG. Następnie w 2007 został członkiem zarządu Verbung AG.
7 czerwca 2010 został dyrektorem generalnym holdingu kolejowego Österreichische Bundesbahnen, odpowiadając za strategię, komunikację, sprawy personelu, transport towarowy i przewozy pasażerskie. Od lutego 2011 do maja 2016 był również przewodniczącym rady nadzorczej spółki zależnej Rail Cargo Austria. W 2014 jego kontrakt z ÖBB został przedłużony o kolejne pięć lat. 1 stycznia 2014 został przewodniczącym Wspólnoty Kolei Europejskich oraz Zarządców Infrastruktury Kolejowej. W 2015 wybrano go na kolejną dwuletnią kadencję na okres 2016–2017. Ze stanowisk menedżerskich ustąpił w maju 2016 w związku z zaangażowaniem się w działalność polityczną.

### Działalność polityczna
9 maja 2016 kanclerz Austrii Werner Faymann podał się do dymisji, ustępując również z funkcji przewodniczącego Socjaldemokratycznej Partii Austrii. Austriackie media już wcześniej wielokrotnie wymieniały Christiana Kerna jako kandydata na jego następcę. Po rezygnacji Wernera Faymanna jego kandydatura powróciła, choć wskazywano również na menedżera mediowego Gerharda Zeilera oraz na Brigitte Ederer z Siemensa.
12 maja 2016 władze socjaldemokratów nominowały go na nowego kanclerza, a także wyznaczyły na kandydata na nowego przewodniczącego SPÖ. Tworzony przez Socjaldemokratyczną Partię Austrii i Austriacką Partię Ludową rząd Christiana Kerna został zaprzysiężony 17 maja 2016. 25 czerwca 2016 Christian Kern formalnie został nowym przewodniczącym socjaldemokratów.
W maju 2017 nowy lider ludowców Sebastian Kurz opowiedział się za przeprowadzeniem przedterminowych wyborów, które rozpisano na październik tegoż roku. Kierowani przez premiera socjaldemokraci odnotowali w nich wynik tożsamy jak w 2013, zdobywając ponownie 52 miejsca w niższej izbie parlamentu, przegrywając jednak z ÖVP. Christian Kern uzyskał w tych wyborach mandat posła do Rady Narodowej XXVI kadencji.
Urzędowanie na stanowisku kanclerza zakończył 18 grudnia 2017, gdy na tej funkcji zastąpił go Sebastian Kurz. Pod koniec września 2018 złożył rezygnację z funkcji partyjnej i zadeklarował start w wyborach europejskich w 2019. Jednak już na początku października ogłosił całkowite wycofanie się z działalności politycznej.
W lipcu tegoż roku został członkiem zarządu rosyjskiego operatora sieci kolejowej RŻD. Zrezygnował z tej funkcji w lutym 2022 po rozpoczęciu przez Rosję inwazji na Ukrainę.

## Życie prywatne
W latach 1985–2001 był żonaty z Karin Wessely, urzędniczką miejską w Mödling; z tego związku ma trzech synów. Z drugiego małżeństwa z Eveline Steinberger-Kern ma córkę.
W 2013 otrzymał od wiedeńskiej gminy żydowskiej Israelitische Kultusgemeinde Wien medal za zainicjowanie badań nad rolą kolei podczas rządów nazistowskich w Austrii.